# Sønderhav
Sønderhav (deutsch Süderhaff) ist eine Ortschaft auf der Halbinsel Jütland in Dänemark an der Flensburger Förde. Postalisch gehört sie zum 6 km entfernten Kruså (Krusau), sie ist Teil der Gemeinde (dänisch: Sogn) Holbøl, die wiederum seit der Kommunalreform 2007 zur Großkommune Aabenraa gehört. Die Ortschaft hat weniger als 200 Einwohner, zählt daher nach dänischen Begriffen nicht als Stadt.
Vor Sønderhav liegen die beiden Okseøer (Ochseninseln) in der Flensburger Förde, von denen die größere (Store Okseø) bewohnt ist. Derzeit existiert keine Fährverbindung um auf die Inseln zu gelangen.

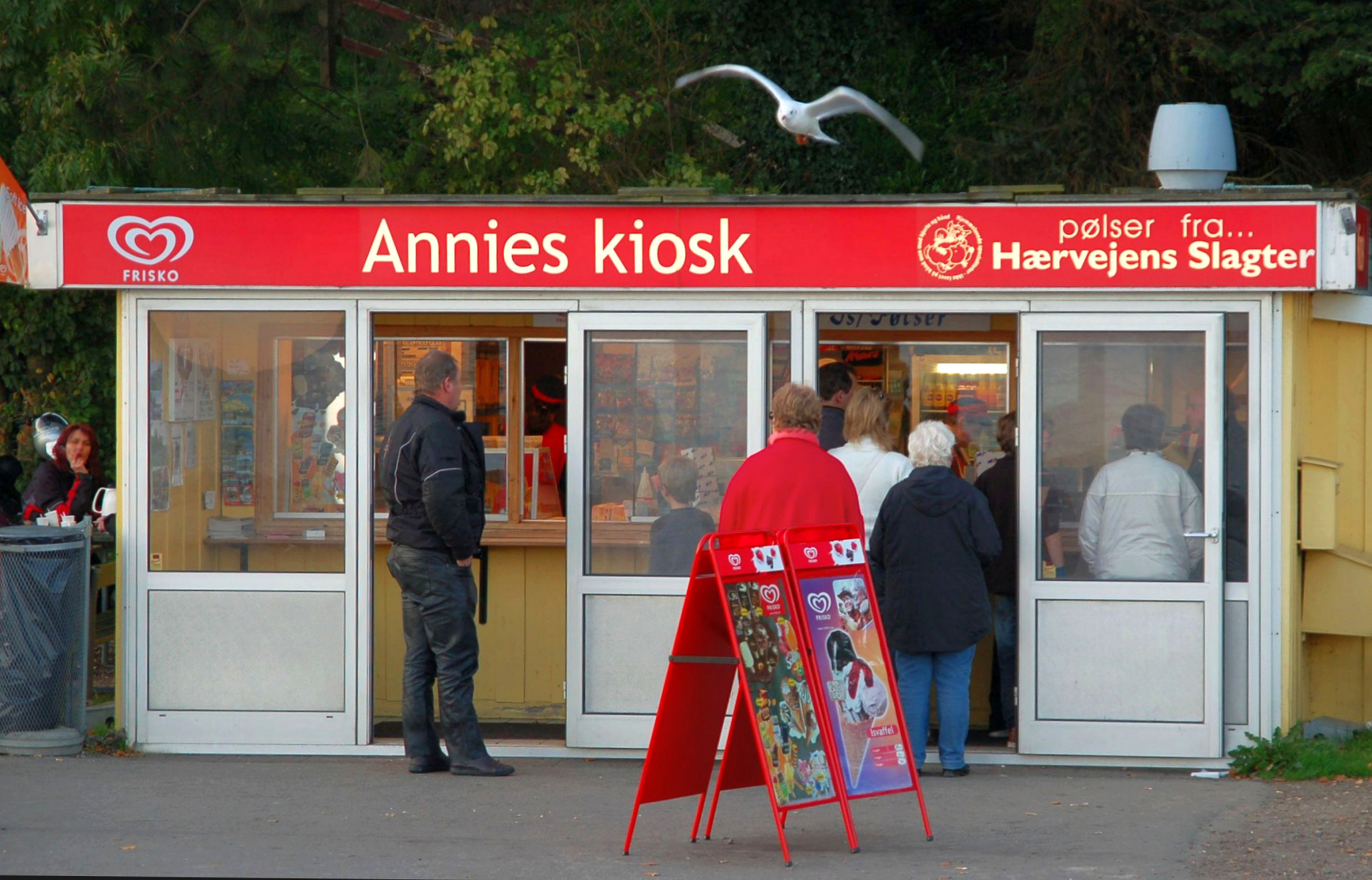
Biker-Treffpunkt in Sønderhav: Annies Kiosk.

Bekannt ist die Hot-Dog-Bude Annies Kiosk direkt am Strand mit Aussicht auf die beiden Inseln und die deutschen Städte Flensburg und Glücksburg am anderen Ufer der Förde. Der Laden gab dem Ort unter Einheimischen den scherzhaften Spitznamen Hot Dog Havn und ist beliebter Treffpunkt von Motorradfahrern sowohl aus Dänemark als auch aus Deutschland. Dies ergibt sich aus der landschaftlich reizvollen Umgebung und der Lage nahe der deutsch-dänischen Grenze.
In unmittelbarer Nähe befand sich das Hotel Sønderhav. Der nach der Sturmflut von 1872 errichtete Bau ersetzte einen Gasthof aus dem 18. Jahrhundert. Im Februar 2012 wurde er durch einen Brand zerstört.
Durch Sønderhav verläuft der Gendarmstien, ein ehemaliger Grenzweg, an dem dänische Gendarme von 1920 bis 1958 patrouillierten. In den umliegenden Wäldern wie dem Sønderhaver Wald bestehen gute Wandermöglichkeiten.